# Ressource hydrique

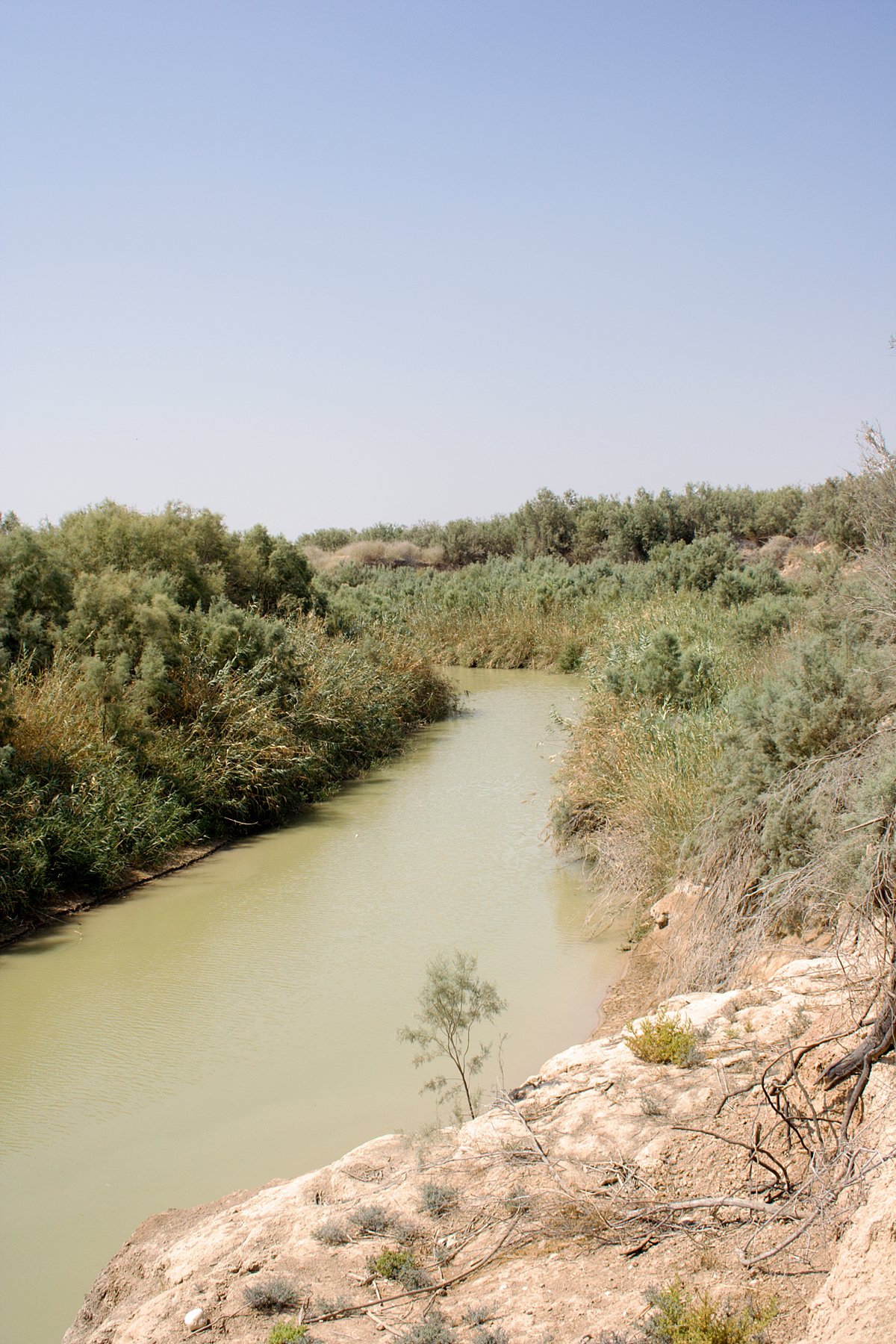
L'eau, quand elle est rare, gaspillée, polluée ou inaccessible, est source de tensions, voire de conflits identifiés par l'ONU (ici le Jourdain au Proche-Orient)

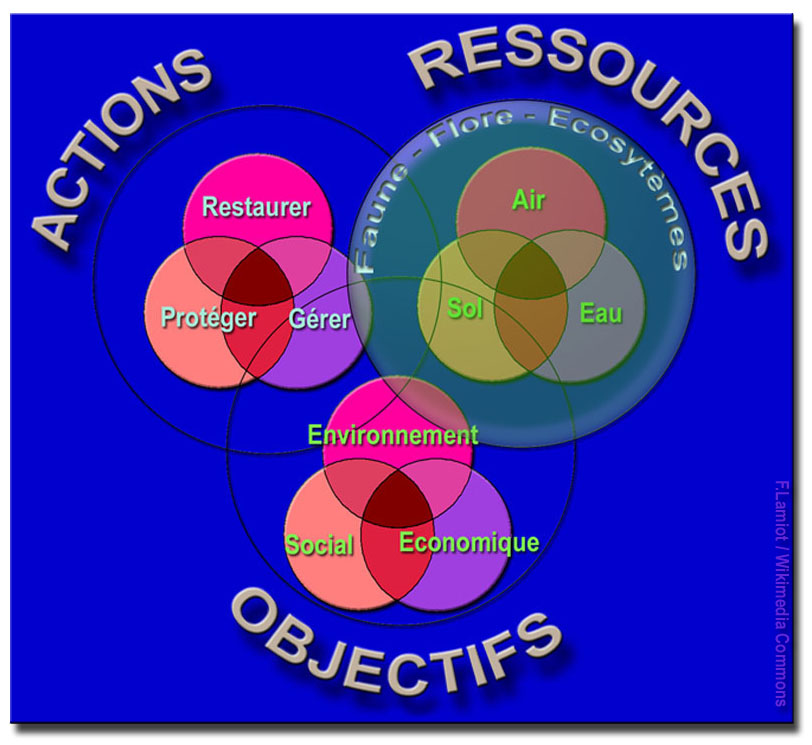
Le « compartiment environnemental » que constitue l'eau est interfacé avec l'air et les sols, via les aérosols, les nappes phréatiques, les écotones que sont les ripisylves et rivages, les sédiments, la turbidité, l'hygrométrie et le taux d'oxygène dissous (ou d'anoxie) notamment. Pour un développement soutenable, la bonne gestion de l'eau passe nécessairement par une approche patrimoniale et environnementale globale, avec trois composantes complémentaires ; restauration, protection et gestion de la ressource. Cela fait de l'eau un bien commun situé au cœur des processus de gouvernances se voulant éthiques et durables, ou pragmatiques à moyen terme mais aussi source de conflits en cas de désaccord entre États riverains.

La ressource hydrique, ou ressource en eau, comprend, au sens large, toutes les eaux accessibles comme ressources, c'est-à-dire utiles et disponibles pour l'être humain, les végétaux qu'il cultive, le bétail qu'il élève et les écosystèmes, à différents points du cycle de l'eau.
Cette ressource est limitée en quantité et en qualité (surtout en zone sèche). Elle est indispensable à la vie et à la plupart des activités humaines, telles que l'agriculture, l'industrie et aux usages domestiques (alimentation en eau potable). Elle est vitale pour le fonctionnement des écosystèmes terrestres.
Elle est localement menacée ou très dégradée par la pollution et l'eutrophisation. Il existe dans un nombre croissant de régions une surexploitation de la ressource ; les détournements ou prélèvements d'eau par pompage et pour l'irrigation sont tels qu'ils dépassent les seuils autorisant le renouvellement et l'autoépuration des masses d'eau superficielles ou des nappes phréatiques.

## Les ressources en eau sur la planète

### Origine
Les nappes phréatiques, zones humides, lacs et cours d'eau sont très inégalement répartis sur la Terre, ce qui est source d'inégalités écologiques et de santé. L'accès à l'eau est parfois très contraint par sa profondeur ou l'indisponibilité de moyens de pompage, épuration, etc. pour les populations locales. Sa gestion nécessite donc une coopération inter-régionale et internationale, car pouvant entraîner des tensions entre régions ou États voisins dans de nombreuses parties du monde. Les effets cumulés du dérèglement climatique et ceux de la surexploitation et des pollutions (qui ne s'arrêtent pas aux frontières) - selon les prospectivistes - affecteront aussi la ressource en eau et les difficultés de sa gestion durable.
Parmi les objectifs du millénaire pour le développement en 2000 de l'ONU, l'un est de « réduire de moitié d'ici 2015 la proportion des personnes qui n'ont pas accès à l'eau potable ou qui n'ont pas les moyens de s'en procurer ».
depuis 1997, de nombreux ministres, scientifiques et militants écologistes participent au Forum mondial de l'eau pour étudier les moyens de prévenir une crise de l'eau qui, selon l’ONU et le Conseil mondial de l'eau, affectera près de la moitié de la population mondiale d’ici 2030.
L'eau est le thème central du sommet mondial de Johannesbourg de 2002

### Volume et pourcentage d'eau sur Terre
| Stocks d'eau terrestres   | 1,4 milliard de km3  | 1,4 milliard de km3 |
| océans, mers              | 1,35 milliard de km3 | 97,3 %              |
| glaces                    | 27,5 millions de km3 | 2,15 %              |
| eaux souterraines         | 8,2 millions de km3  | 0,63 %              |
| lacs, rivières            | 170 000 km3          | 0,01 %              |
| humidité du sol           | 70 000 km3           | 0,005 %             |
| humidité de l'air         | 13 000 km3           | 0,001 %             |
| eau des cellules vivantes | 1 100 km3            | 0,000 1 %           |

Répartition de l'eau sur Terre

Sur la Terre, il y a l'eau visible : l'eau de mer, l'eau contenue dans les calottes polaires, les lacs, les rivières, les nuages et la pluie ; et l'eau invisible : les eaux souterraines.
Si l'eau est très présente sur la Terre, 97 % de la ressource est de l'eau salée et 2 % est bloquée sous forme de glace. Il ne reste environ que 1 % d'eau sous forme d'eau douce liquide.
Les eaux douces exploitées ont une origine continentale :
- les eaux de précipitations : atmosphère ;
- les eaux de surface : rivières, plans d'eau ;
- les eaux souterraines : elles proviennent du sous-sol (aquifères ou roches réservoirs) captées par sources naturelles ou forages.

Elles représentent 0,6 % de la ressource totale en eau.
L'eau dans l’atmosphère est renouvelée tous les neuf jours, au cours de ce cycle hydrologique - évaporation - condensation - pluie - ruissellement - et retour à l'océan. En moyenne il tombe un mètre cube d'eau par mètre carré, soit 814 mm, sur lesquels 56 % sont évaporés par les forêts et les paysages naturels. C'est dans les 44 % restants que l'humanité va puiser pour ses besoins, on parle d'eau agricole (dont 5 % par l'agriculture pluviale), d'eau industrielle et d'eau domestique. (Voir plus loin, Le cycle de l'eau)

### Répartition géographique

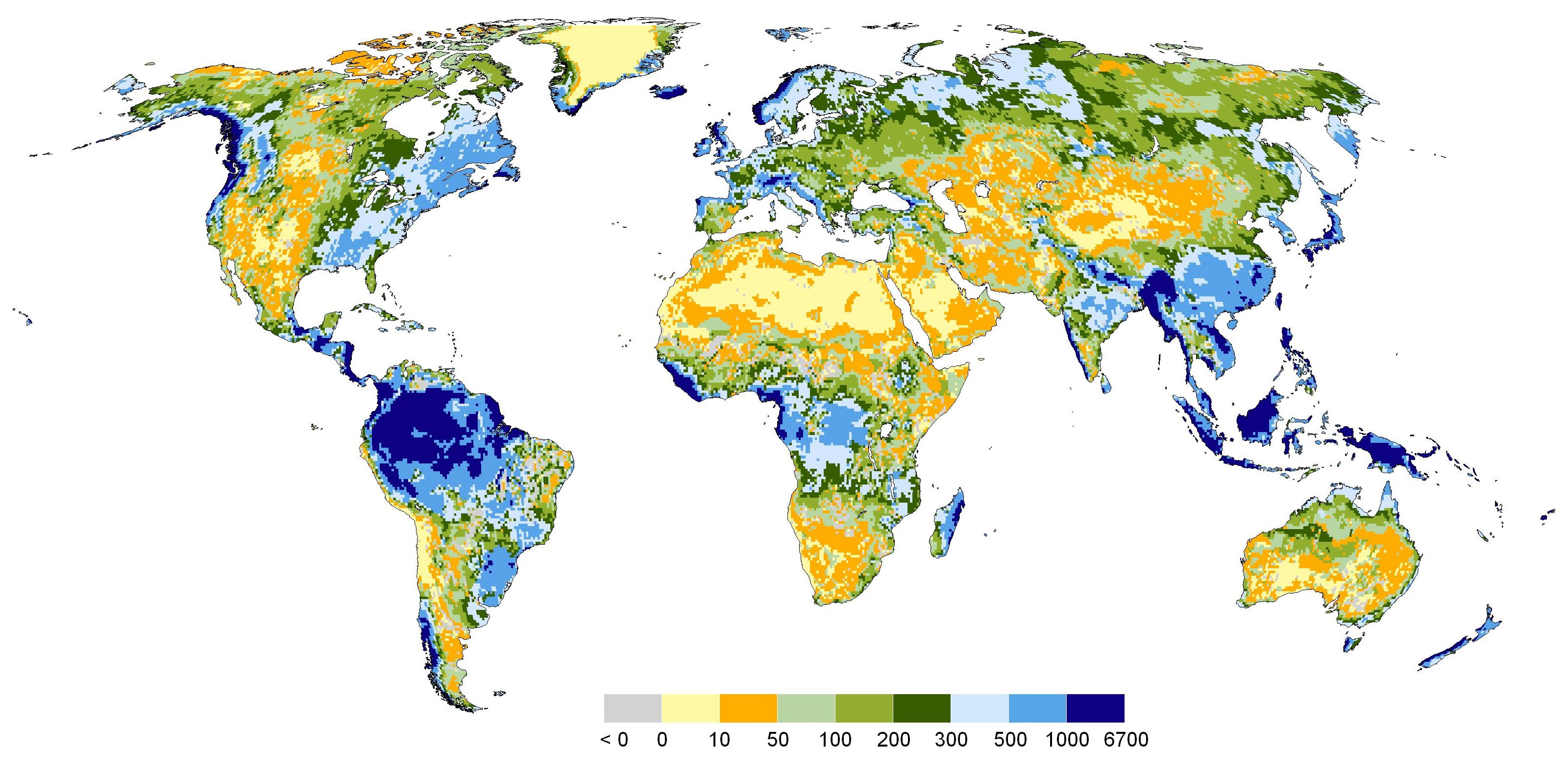
Total des ressources en eau douce renouvelables du monde, en mm/an (moyenne à long terme pour les années 1961-1990). Calculé par le modèle mondial d'eau douce WaterGAP.

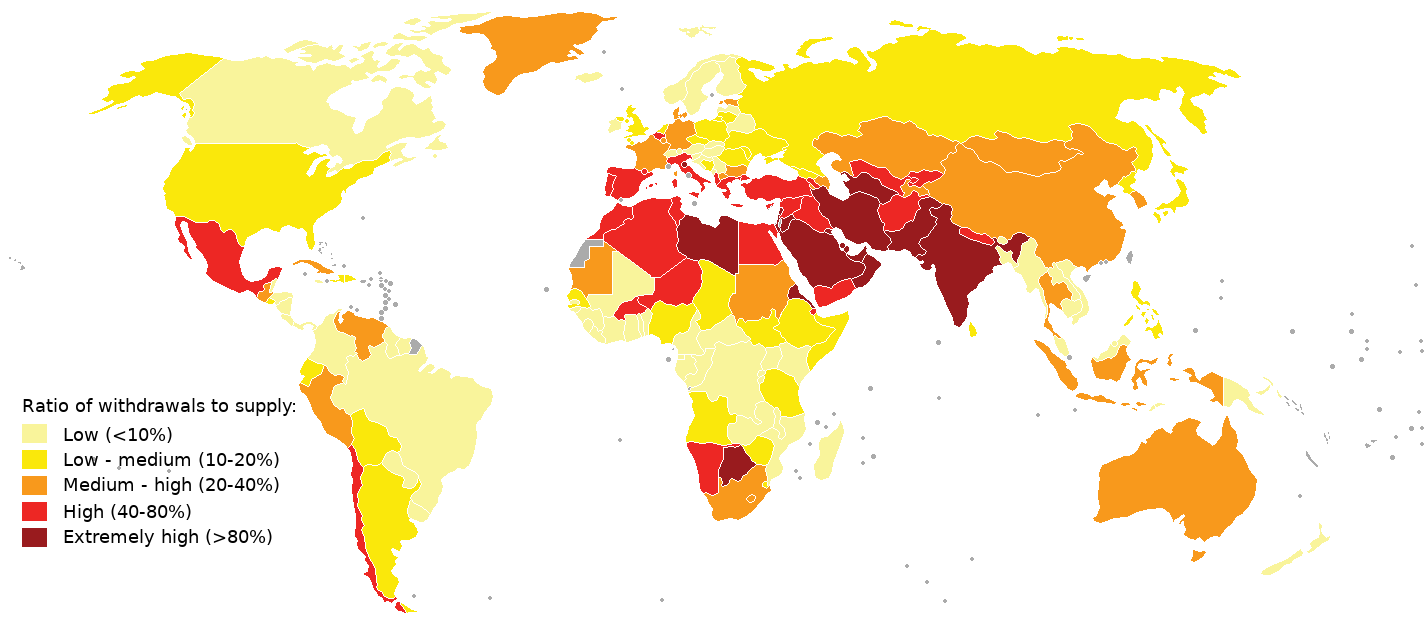
Niveau de stress hydrique, par pays, en 2019 (carte établie par le World Resources Institute).

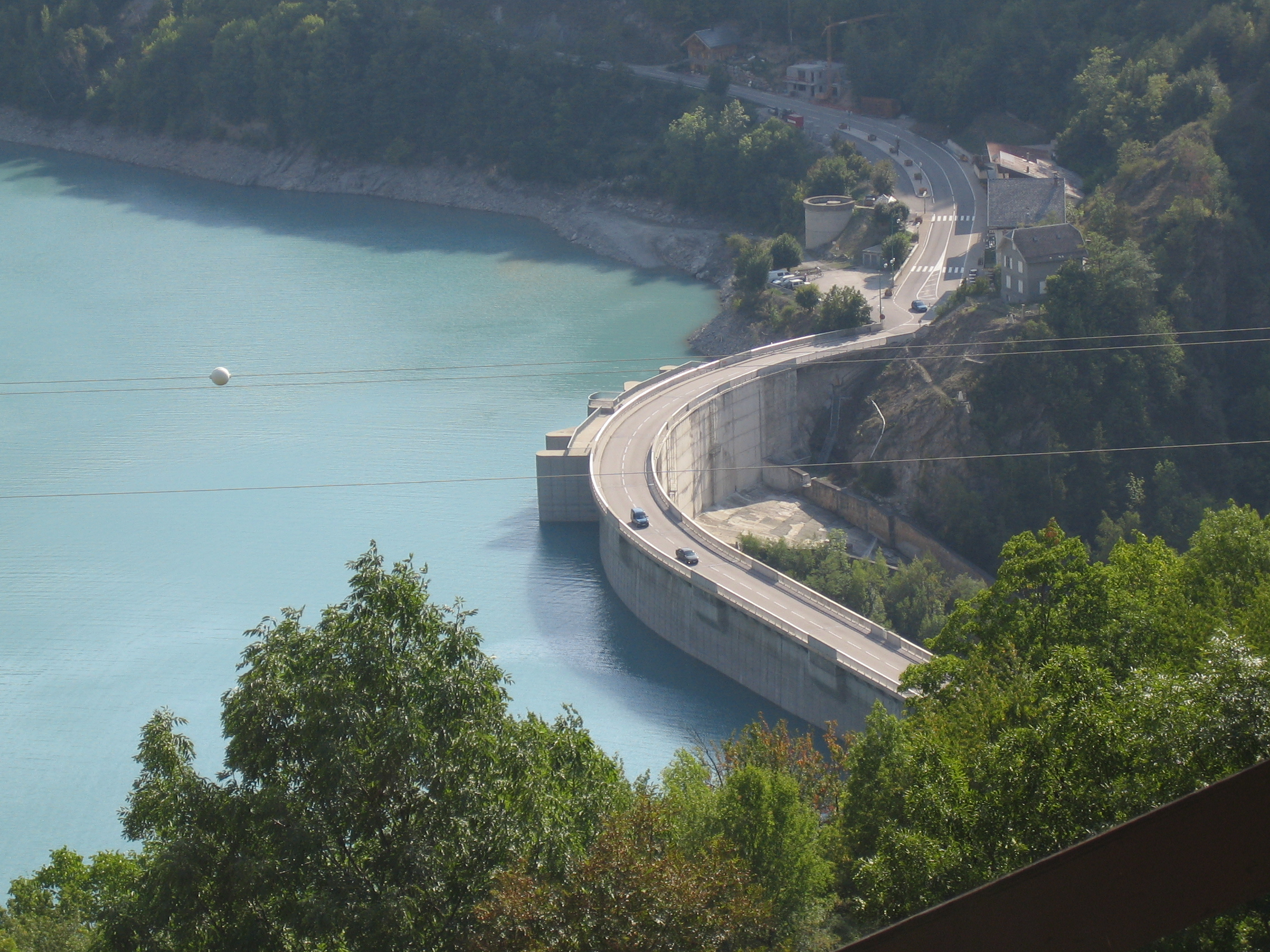
Le barrage et le lac du Chambon dans les Alpes françaises

Si l'eau est abondante, elle n'est pas répartie uniformément sur la Terre. Neuf pays se partagent ainsi 45 % du débit annuel mondial. L'eau est, en outre, irrégulièrement répartie d'une année sur l'autre ou d'une saison sur l'autre (plus de 60 % du débit annuel mondial étant généré lors d'inondations suivies de sécheresses, parfois pluriannuelles).
Outre ces variations saisonnières, les ressources mondiales se caractérisent par une importante variation géographique, par exemple :
- En Amérique du Sud, il existe un très fort contraste entre la zone géographique couverte par l'Amazone, qui draine 15 % de la ressource mondiale en eau douce, et le nord-est du Brésil qui souffre de sécheresse ;
- En Inde, il existe de très fortes différences entre les plaines de l'Himalaya (traversées par de grands fleuves), les zones désertiques, et les moussons du sud du continent indien ;
- En Chine, l'eau est gelée plusieurs mois par an au nord, l'ouest est caractérisé par la désertification et le sud par un climat tropical ;
- Dans la région méditerranéenne, l'eau douce est rare et irrégulièrement répartie. Les pays les plus riches en eau (France, Turquie, Italie, ex-Yougoslavie) cumulent les deux tiers des ressources (825 sur 1 189 km3 par an), mais la France n'a pas su préserver sa ressource qui est largement polluée[4].
D'autres pays, tels que Malte, Gaza, la Jordanie, la Libye,  sont en dessous du seuil de pénurie (500 m3 par an et par habitant[5]).

Il n'y a pas un problème de l'eau relatif à la globalité de la planète, mais plutôt une grande diversité de scénarios de disponibilité localisés. Les deux derniers exemples rappellent en particulier que les situations critiques ne se définissent pas par rapport à des frontières politiques, mais par rapport à des régions écologiques.
L'établissement d'index de montant d'eau disponible par habitant pour chaque pays est important car, mis en parallèle avec les besoins de cette population, il pourra servir de support aux discussions de gestion de la ressource hydrique mondiale. Il est cependant important de ne pas « gommer » les différences de disponibilité existant à l'intérieur d'un même pays, différences qui pourraient ne pas être prises en compte dans les écarts internationaux. Par exemple, l'Islande dispose de 666 000 m3 par personne alors que Djibouti dispose de 19 m3/personne (1990). En moyenne, les disponibilités par habitant sont de 6 000  à   8 000 m3/an (selon les sources) mais elles diminuent au fur et à mesure que la population mondiale augmente.
L'index le plus utilisé est le Falkenmark indicator ou water stress index. Cet indice de stress hydrique développé par Falkenmark et col (Water Ressource Per Capita, WRPC) est basé sur une estimation de la quantité de ressources en eau renouvelables (de surface et souterraines) moyenne par habitant et par an, comparée au besoin en eau individuel calculé en prenant un pays développé, sous un climat semi-aride comme référence. En dessous de 500 m3/habitant/an, on parle de pénurie absolue, les disponibilités en eau étant des contraintes majeures au développement d'un État. En dessous de 1 000 m3/habitant/an, on parle de pénurie relative en eau qui affecte le développement économique d’un État, de la santé et du bien-être de sa population. En dessous de 1 700 m3/habitant/an, on parle de stress hydrique, les pénuries étant seulement locales et temporaires. Au-delà de 1 700 m3/habitant/an, les pays ne connaissent aucun stress hydrique. Cependant cet indice employé dans les grands instituts internationaux (FAO, Organisation mondiale de l'environnement jusque dans les années 1990 est remis en cause car il tient compte uniquement des usages domestiques (et pas les usages agricoles qui sont les plus gros consommateurs d’eau) et omet la capacité à mobiliser les ressources en eau, facteur bien plus important que les ressources en elles-mêmes, grâce à l'expertise technique, les capacités financières et la politique sur les ressources en eau (en) qui permettent de maîtriser cette capacité de mobilisation.
En 2019, selon le World Resources Institute, 17 pays, dont l'Inde, la plupart des pays du Moyen-Orient et le Mexique, ont une probabilité de stress hydrique « extrêmement élevée », car plus de 80 % de la ressource disponible chaque année en surface et dans les nappes phréatiques y est pompée pour être consommée ; ils regroupent près du quart de la population mondiale, soit 1,7 milliard de personnes sur 7,6 milliards. 27 autres pays, dont plusieurs pays d'Amérique latine et la plupart des pays méditerranéens (Italie, Espagne, Grèce, etc.), ont une probabilité de stress hydrique « élevée », car 40 à 80 % de la ressource en eau disponible y est prélevée.

### L'eau disponible n'est pas toujours potable ni utilisable
| Temps de résidence moyen de l'eau |                                |
| Atmosphère                        | 8-10 jours                     |
| Organismes                        | 1 semaine                      |
| Rivières                          | 2 semaines                     |
| Lacs (naturels et artificiels)    | 2 semaines                     |
| Sols                              | 2 semaines-1 an                |
| Zones humides                     | des années                     |
| Aquifères                         | des jours à 1 000 ans          |
| Océans et mers                    | 4 000 ans                      |
| Glace                             | 10 ans à des milliers d'années |

Le Falkenmark indicator (indice de stress hydrique) est remplacé depuis les années 2000 par des indicateurs qui prennent en compte la capacité à mobiliser les ressources en eau, tels que le Water Poverty Index (index de pauvreté en eau décomposé en sous-indicateurs : ressources et qualité de l'eau, disponibilité des ressources, types de gestion et d'utilisation de ces ressources, pourcentage des ressources faisant l'objet de protection de l'environnement) élaboré par le Centre for Ecology and Hydrology (en) britannique ou le Water Resources Vulnerability Index (indice de la vulnérabilité des ressources en eau) qui est un ratio entre les prélèvements d'eau (au niveau des cours d'eau et des nappes phréatiques) pour des usages domestiques, industriels et agricoles, et les ressources en eau disponibles et renouvelables.
La disponibilité en eau utilisable dépend de la source, du climat et de l'utilisation de techniques visant à dépolluer, traiter, réguler et protéger l'eau.
Les écosystèmes naturels captent l'eau, stabilisent les phénomènes saisonniers, participent à l'amélioration de la qualité. Néanmoins, le développement des activités industrielles, l'accroissement de la population mondiale, les rejets d'eau domestiques non traités, les pollutions d'origine agricoles (nitrates, phytosanitaires), salinisation relative à l'irrigation, ont entraîné une dégradation progressive de la qualité des eaux, soit liée à la pollution de l'eau elle-même, soit à la dégradation des contenants à travers lesquels circule l'eau (atmosphère, cours d'eau, sols, aquifères). Les eaux pluviales peuvent également être stockées et réutilisées mais l'utilisation de cette eau n'est souvent pas possible du fait de la pollution atmosphérique.
Pour l'utilisateur, l'eau est polluée lorsque sa qualité ne convient plus à son usage (tel qu'eau potable, eau pour l'agriculture, eau pour l'industrie). Environ 880 millions de personnes n'ont pas accès à de l'eau potable.

## Le cycle de l'eau
À cette vision statique de l'eau, il est nécessaire d'ajouter une vision dynamique, celle constituant le « cycle de l'eau ».
| Flux annuels planétaire |                    |                |
| Évaporation             | Sur les continents | 71 000 km3/an  |
| Évaporation             | Sur les océans     | 425 000 km3/an |
| Précipitations          | Sur les continents | 111 000 km3/an |
| Précipitations          | sur les océans     | 385 000 km3/an |

Depuis le XVIIIe siècle, on sait que le cycle de l'eau fonctionne par ascensum, c'est-à-dire par évapotranspiration à la surface des océans et de la Terre, circulation dans l'atmosphère (via les nuages) puis retombée à la surface (pluie). D'un point de vue global, il est faux de dire que l'évaporation sur les océans alimente les précipitations sur les continents : en réalité, l'évaporation se produit à la fois au-dessus des océans et sur les continents (par le biais notamment des végétaux).
La différence de flux (entre précipitations et évaporation) représente 40 000 km3/an. Il correspond à :
- l'écoulement par les rivières (27 000 km3/an) ;
- l'écoulement des nappes vers les rivières (10 500 km3/an) ;
- les apports d'eau par fusion des glaces polaires (2 500 km3/an).

Il est généralement admis que la quantité d'eau contenue dans l'atmosphère est de 13 000 km3 et que la durée de séjour de la vapeur d'eau dans l'atmosphère est généralement d'environ huit jours.

## La consommation humaine
Les utilisations de l'eau sont traditionnellement réparties entre secteurs domestique – l'eau domestique – agricole – l'eau agricole et industriel – l'eau industrielle –, en pourcentage de l’utilisation totale de l’eau:
L'agricultureutilise environ 70 % de toute la consommation d'eau douce sur la planète.
Cette consommation est essentiellement le fait de l'agriculture irriguée, qui occupe environ 17 % des terres cultivées mais assure 40 % de la production agricole mondiale (le reste étant assurée par l'agriculture dite pluviale). Les surfaces irriguées ont environ doublé dans le monde depuis 1960.
L'industrieest responsable d'environ 20 % de la consommation mondiale d'eau douce, et cette consommation industrielle augmente beaucoup depuis les années 1950. L'eau est en effet essentielle pour beaucoup de processus industriels : elle sert à refroidir, laver, lubrifier…
Il faut 80 L d'eau pour produire 1 kg d'acier, 1 250 L pour 1 kg d'aluminium et 8 600 L pour produire une carte mémoire de six pouces.
La consommation domestiquepour la boisson, la cuisine, l'hygiène personnelle représente 8 à 10 % de la consommation totale sur la planète.
Les modes d'utilisation de l'eau n'ont pas tous les mêmes conséquences. On considère ainsi que l'utilisation est moins destructrice de ressources naturelles lorsque l'eau, après utilisation, est à nouveau disponible (on parle d'eau prélevée) : c'est le cas des eaux domestiques retraitées et reversées dans les cours d'eau. Par contre, l'évaporation ou l'infiltration soustraient l'eau à une réutilisation immédiate, on parle d'eau consommée.

### Des inégalités marquées et croissantes entre Nord et Sud
| Secteur              | Eau prélevée en % du total (France, 2002) |
| -------------------- | ----------------------------------------- |
| Production d'énergie | 55 %                                      |
| Eau potable          | 19 %                                      |
| Irrigation           | 14 %                                      |
| Industrie            | 12 %                                      |

Dans les pays en développement, la part de l'agriculture dans la consommation totale d'eau douce est très supérieure à ce qu'elle est dans les pays industrialisés développés : en Afrique et en Asie, elle dépasse bien souvent 85 %. Elle excède même 90 % dans des pays comme le Mali (et sa forte agriculture cotonnière), le Ghana, la Mauritanie et le Soudan, mais aussi en Inde, en Indonésie, en Asie centrale…
Dans les pays industrialisés, de façon assez logique, les activités industrielles sont responsables de bien plus du tiers de la consommation totale d'eau douce : 45 % aux États-Unis, plus de 50 % en Europe du nord-ouest (et même jusqu'à 80 % en Allemagne), 62 % en Russie[réf. nécessaire] (eau consommée)
En France métropolitaine, l'agriculture est le plus gros consommateur d'eau et compte pour la moitié des volumes consommés. L'Institut français de l'environnement estime à 33,1 milliards de m3 le volume des prélèvements en eau en 2002. Le secteur de l'énergie prélève plus de la moitié de cette eau pour refroidir ses centrales mais la restitue, partiellement, aussitôt aux eaux de surface (eau prélevée). 3,4 milliards de m3 vont à l'agriculture (eau consommée).
Les différences de consommation domestique sont également marquées. Dans les pays riches, elle englobe le rinçage des toilettes (30 à 40 % de la consommation des ménages) l'arrosage des jardins, voire l'alimentation des piscines privées, peut dépasser les 5 m3 par personne et par jour. Un Américain consomme environ 2 000 m3 d'eau par an, alors qu'un Jordanien n'en consomme que 100 m3 et un Haïtien que 7 m3.
Environ 1,1 milliard de personnes ne sont pas raccordées à un réseau d'eau courante et en Afrique subsaharienne, seuls 58,5 % de la population y a accès.

### Eau agricole

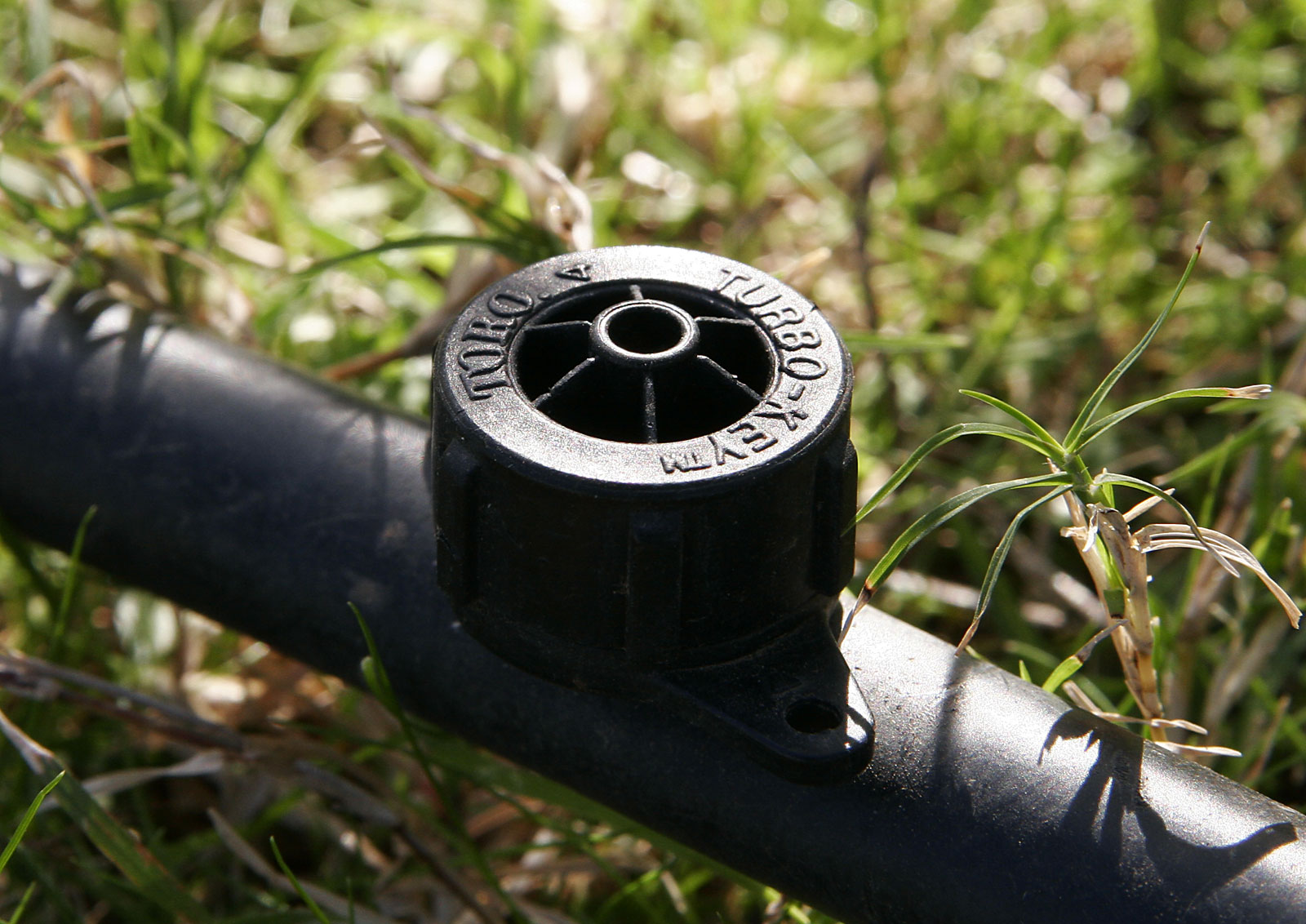
Irrigation au goutte à goutte

Il faut 3 000 litres d'eau pour produire la ration alimentaire quotidienne d'un être humain. Les recherches portant sur l'eau virtuelle, c’est-à-dire l'eau consommée lors du processus de production, indiquent que la consommation d'eau varie considérablement selon le type de nourriture produite : un végétarien consommera indirectement 1 500 litres d'eau par jour, contre 4 000 pour un amateur de viande, surtout s'il consomme du bœuf.
L'irrigation, qui utilise 10 % de cette eau, constitue la principale utilisation d'eau douce dans le monde. La méthode utilisée pour l'irrigation a des conséquences significatives sur le gaspillage de l'eau. Les rampes d'arrosage, moins coûteuses en argent, perdent de l'eau par évaporation ou écoulement. Un système de goutte à goutte au niveau des racines utilise l'eau de manière plus efficace pour des frais d'installation et de maintenance plus élevés. Par ailleurs le drainage accélère le flux et certains transferts de pollution (nitrates notamment).

### Eau industrielle
15 % des utilisations de l'eau concerneraient l'industrie (eau consommée).
Les centrales électriques prélèvent beaucoup d'eau pour le refroidissement, qu'elles rejettent aussitôt dans les eaux de surface (eau prélevée).
L'énergie hydraulique produit 19 % de l'électricité mondiale et peut constituer une source de développement pour des pays qui, comme en Afrique, n'utilisent qu'une faible partie de leurs possibilités. La construction de nouveaux barrages pose toutefois des problèmes environnementaux complexes.
Certains rejets industriels non, ou mal épurés, contribuent fortement à la pollution des eaux.

### Eau domestique
| une chasse d'eau           | 6 à 20    |
| une douche                 | 30 à 80   |
| un bain                    | 150 à 200 |
| une lessive                | 50 à 800  |
| une vaisselle              | 50 à 150  |
| un cycle de lave-vaisselle | 20 à 40   |

L'utilisation domestique de l'eau recouvre principalement la consommation d'eau potable, l'hygiène corporelle, la cuisine, les usages sanitaires et le jardinage. Elle représente environ 15 % de l'utilisation d'eau douce dans le monde avec de très grandes variations d'un pays à l'autre : de 100  à   600 litres par jour et par habitant au Japon, en Amérique du Nord et en Europe à 10  à   40 litres en Afrique,, tandis que la quantité minimale nécessaire d'eau propre serait de 50 litres par jour et par personne.
Toutefois, dans les pays industriels, une partie de l'eau utilisée dans la maison et partant à l'égout est traitée[réf. nécessaire] et renvoyée dans les cours d'eau là où c'est possible.

### Approvisionnement des grandes métropoles

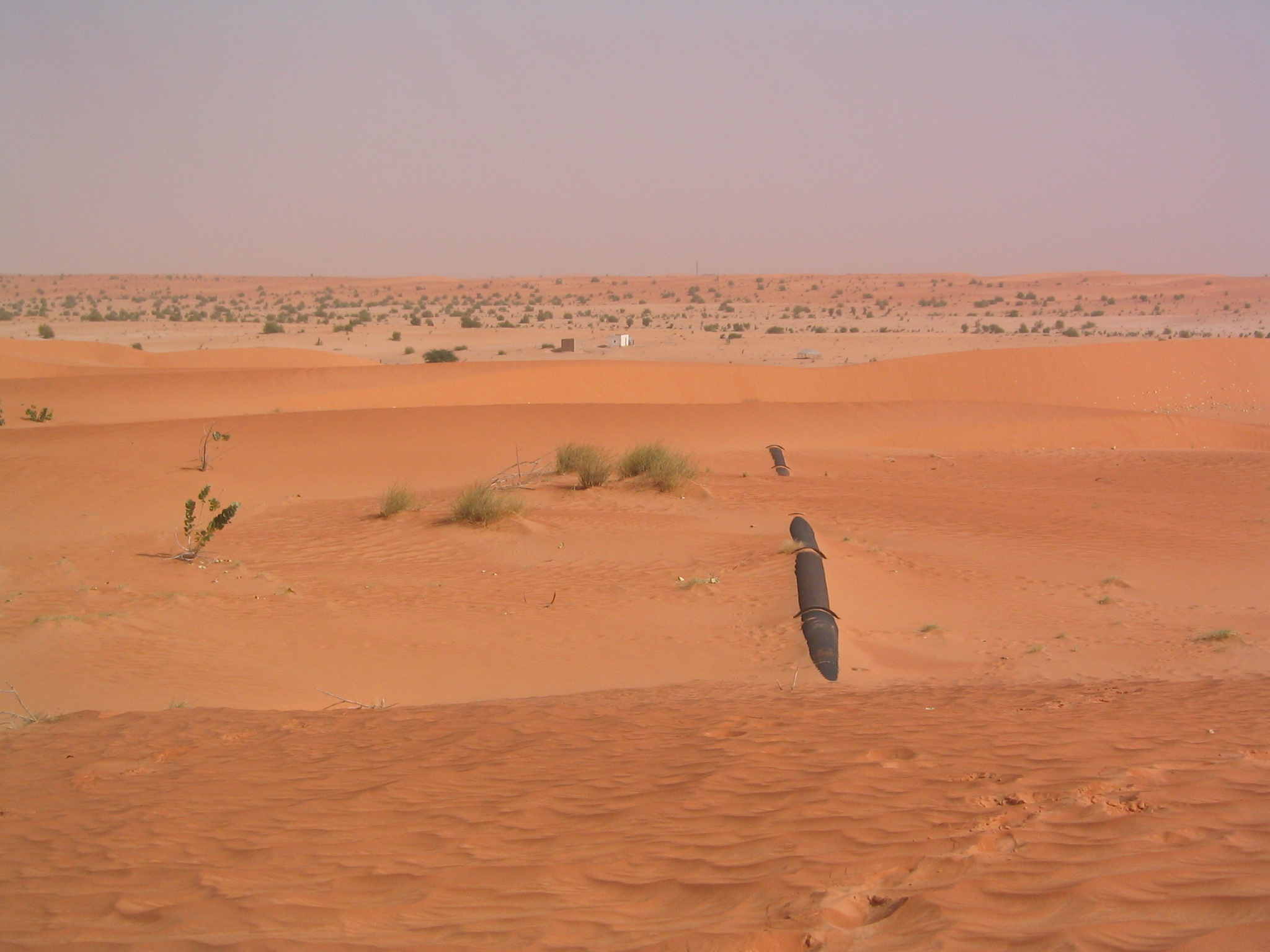
Conduite approvisionnant Nouakchott (Mauritanie) en eau douce depuis la nappe d'Idini située à 60 km

Les très grandes agglomérations se sont développées au cours des dernières décennies, consommant des quantités d'eau considérables, souvent sans réflexion sur l'approvisionnement qui est loin d'être assuré dans tous les pays. Les autorités sont parfois confrontées à des problèmes insurmontables. Déjà les Romains avaient dû faire face à de tels problèmes, avec des systèmes d'adduction d'eau perfectionnés, dont canalisations de bois et aqueducs gravitaires (une légère pente donnée aux conduites suffisait à faire couler l'eau vers sa destination, avec pour inconvénient qu'il fallait creuser des tunnels ou contourner les reliefs et construire des ponts ou siphons pour franchir les dépressions.
Les aqueducs modernes s'apparentent à des pipelines, sur le même modèle que les oléoducs ou que les gazoducs : l'eau y est mise en surpression par des pompes qui la propulsent dans la conduite de section circulaire, permettant d'envoyer l'eau à une altitude supérieure à celle où elle est captée.
Mais ces systèmes ne parent pas à tous les manques ou déficits en eau disponible à proximité des grandes agglomérations. Au Pérou, c'est un tout petit fleuve de 160 km de longueur, le río Rímac, qui prend sa source à plus de 5 000 mètres d'altitude, dans le versant occidental de la cordillère des Andes, qui approvisionne en eau et électricité la métropole de Lima, où se concentre plus de 30 % de la population du pays. Il est donc, pour cette raison, considéré comme l'un des fleuves les plus importants du Pérou, alors que ni son débit – relativement faible – ni la taille de son bassin ne justifieraient une telle attention. L'approvisionnement en eau de la capitale péruvienne est un des problèmes critiques que les autorités ne sont pas parvenues à résoudre au cours des dernières décennies, et chaque jour il devient - avec l'explosion démographique - plus aigu, nécessitant de fréquentes coupures dans la distribution de l'eau. Des études sont menées pour tenter, par un aménagement approprié du río Rímac, de résoudre le problème, mais celui-ci semble insoluble.

### D'inquiétantes perspectives de pénurie

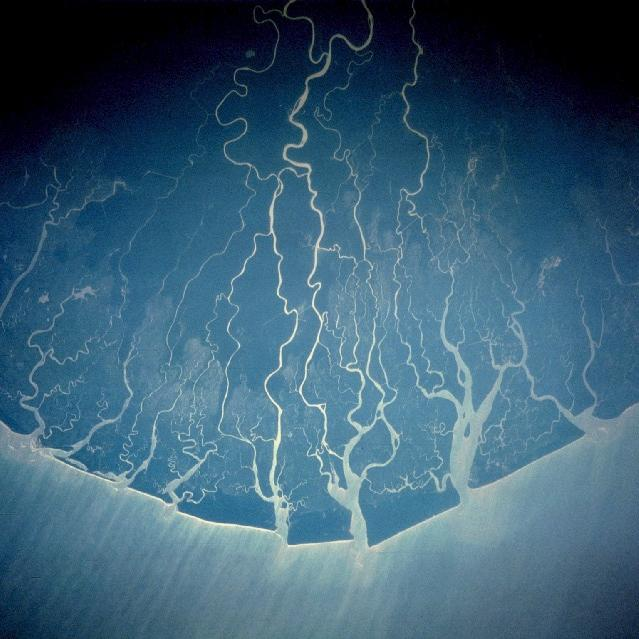
La potabilité de l'eau du delta du Niger est menacée par le développement effréné de l'industrie pétrolière, ce qui a occasionné des révoltes ethniques, violemment réprimées par les autorités de l'État nigérian à la fin des années 1990. Pour que la situation s'améliore, un accord de gouvernance a été proclamé en 2004. Tout ceci ne représente qu'un prodrome face aux futures guerres de l'eau annoncées en raison du stress hydrique.

#### L'explosion de la demande
Depuis le début du XXe siècle, la consommation d'eau douce a été à peu près multipliée par sept sur la planète, et d'ici à 2025, les besoins en eau de l'agriculture devraient encore augmenter de 20 % avec des surfaces irriguées passant de 260 millions d'hectares à environ 330 millions.
Selon l'Organisation des Nations unies, la consommation industrielle d'eau devrait doubler d'ici à 2025, en raison des délocalisations et du développement des industries dans les pays en voie de développement.
Du reste l'accroissement de la population mondiale dans les prochaines décennies ne peut qu'augmenter les besoins en eau (l'ONU prévoit de 8  à   8,5 milliards d'habitants sur la planète en 2025).
Les quantités d'eau douce disponibles sont passées d'une moyenne de 12 900 m3 par habitant et par an en 1970 à 6 800 m3 en 2004. Au rythme actuel de la croissance démographique et de l'évolution de la consommation, la quantité disponible par tête ne serait alors que de 5 000 m3 en 2025.
La population vivant sous le seuil de rareté absolue (soit 500 m3 par habitant et par an) approcherait alors 1,8 milliard.

#### Des ressources qui s'amenuisent
La situation devrait être critique vers 2031 quand la Terre portera environ 10 milliards d'habitants. Les problèmes d'approvisionnement risquent de priver la moitié d'entre eux de ressources convenables en eau et de provoquer des stress hydriques dans de nombreuses régions. Une réponse technique est de réduire la consommation d'eau via de bonnes pratiques et des techniques économes en eau. Mais le principal problème est la répartition inégale de l'eau potable et les conséquences de son absence dans certaines zones. De plus continuer à surexploiter les nappes phréatiques posera d'inévitables problèmes écologiques à l'échelle de la planète, comme le montre une étude de 2012 sur les eaux souterraines dans le monde.
Dans maints États, les besoins en eau excèdent les ressources disponibles en surface (eaux de pluie, rivières et lacs) ; cela pousse souvent à prélever l'eau dans les nappes souterraines, dont le niveau baisse du fait que les prélèvements annuels excèdent la recharge des aquifères :
- Dans la grande plaine du nord de la Chine, les ponctions opérées aux dépens du fleuve Jaune, qui draine un immense bassin céréalier, induisent l'assèchement de son cours inférieur pendant environ 200 jours par an[24], ce qui pousse les autorités à pomper l'eau dans la nappe phréatique, dont le niveau baisse inexorablement[25].
- Aux États-Unis, la nappe d'Ogallala, qui s'étend du Dakota du Sud jusqu'au Texas sur une superficie équivalente à la France et qui constitue l'une des plus grandes réserves d'eau souterraine du monde, se vide 8 fois plus vite qu'elle ne se remplit en raison des 200 000 puits qui la ponctionnent pour irriguer 3 millions d'hectares de cultures.
- À Mexico, l'eau pompée pour alimenter la ville dépasse de plus de 50 % les capacités de renouvellement de la nappe phréatique.
- Les ponctions opérées par l'URSS pour développer la culture du coton en Asie centrale (notamment en Ouzbékistan) ont fait perdre à la mer d'Aral 60 % de sa superficie depuis les années 1960 (on la considérait alors comme la 4e masse d'eau salée fermée au monde).
- Depuis le début des années 2000, le niveau de la mer Morte baisse d'un mètre par an en raison des prélèvements dans le fleuve Jourdain.
- En Afrique, le lac Tchad a perdu 80 % de sa superficie.
- L'eau souterraine, source de 40 % des besoins en eau de l'Inde, s'épuise rapidement selon un rapport publié en 2018 par un organisme gouvernemental. Vingt-et-une villes indiennes - dont Delhi, Bengaluru, Chennai et Hyderabad - devraient manquer d'eau souterraine dès 2020, et 40 % de la population indienne n'aura pas accès à l'eau potable en 2030[26].

## Des ressources à ménager et à mieux utiliser

### Économiser l'eau
De nombreux facteurs engendrent à l'heure actuelle des gaspillages importants, ce qui peut engendrer des pénuries d'eau locales si la ressource n'est pas abondante.
L'irrigation la plus pratiquée (environ 80 % en 2009) est encore l'irrigation gravitaire, appelée aussi irrigation de surface (en), la plus rudimentaire et gaspilleuse : 60 % à 65 % de l'eau ainsi employée s'évapore ou s'infiltre sans nourrir les plantes.
En outre, mal pratiquée, elle peut éroder, saliniser les sols (Quand les eaux d'irrigation s'infiltrent et dépassent les capacités d'absorption des nappes sous-jacentes, il se produit des remontées d'eau par capillarité et cette eau s'évapore, mais en laissant en surface les sels qu'elle a dissous, au point de stériliser certains sols). Selon la FAO, le phénomène affecte au moins 20 % des terres irriguées dans le monde, et contribue à freiner la hausse des rendements.
Toujours en ce qui concerne l'agriculture, l'irrigation par aspersion permet, sans aucun aménagement du terroir cultivé, d'économiser de 30  à   50 % d'eau par rapport à l'irrigation gravitaire. La micro-irrigation est encore plus sobre en eau. Inventée par les Britanniques dans les années 1940, elle a été améliorée et popularisée par les Israéliens, qui l'ont systématiquement employée dans le désert du Néguev. Des procédés de récupération de la rosée ont même été développés dans les années 1990 en Israël et au Chili.
Au niveau industriel, les procédés de fabrication pourraient être plus efficaces et la réutilisation d'eaux usées traitées peut être envisagée.
Le mauvais entretien des canalisations et adductions d'eau entraînent des déperditions massives. On estime qu'elles sont de l'ordre de 40 % dans les villes latino-américaines. Les pertes seraient de 40  à   60 % à Riyad (alors que la capitale saoudienne consomme une eau produite à grand frais par ses usines de dessalement). Mais de tels gaspillages ne sont pas propres aux pays du sud. Au Royaume-Uni, les compagnies des eaux privées perdent environ 30 % de l'eau transportée.
Les villes riches peuvent réagir : ainsi la ville de Québec dont le réseau fuyait abondamment a pu réduire d'un tiers entre 1975 et 1998 les quantités d'eau potable qu'elle avait à produire grâce à un dispositif de surveillance systématique des canalisations. New York, guettée au début des années 1990 par la pénurie, a fait de même pour éviter d'avoir à investir dans une nouvelle station de pompage. Dans les pays développés, la consommation domestique pourrait être limitée par l'utilisation de chasses d'eau à consommation réduite, ou par des toilettes sans eau, par la récupération des eaux de pluie pour différents usages, par des normes plus strictes sur les machines à laver… En Belgique, certaines communes n'octroient des permis de construire que pour des projets comprenant une citerne de récupération des eaux pluviales (sachant qu'en zone aride, l'interception de grandes quantités de pluies peut aussi contribuer au déficit d'alimentation des nappes).

### Mobiliser davantage les ressources
Parfois, les ressources hydriques les plus accessibles sont déjà largement surexploitées et/ou polluées, au moins localement.
Ailleurs, les ressources sont fréquemment sous-utilisées ou au contraire gaspillées (plantations de cultures très évapotranspirantes telles que le maïs en zone aride, ou piscines de luxes et golfs irrigués construits dans le désert), alors même qu'une partie de la population manque d'eau.
Au total, les pays qui prélèvent plus de 75 % de toutes leurs ressources en eau douce sont très minoritaires. La très grande majorité des pays n'utilisent pas plus de 20 % de celles-ci. Dans beaucoup de pays en voie de développement, cela est dû à un manque de moyens. On estime ainsi qu'en moyenne, sur le continent africain, on ne prélève chaque année que 5 % de toutes les ressources en eau renouvelables qui pourraient être théoriquement prélevées. En effet, alors que le nombre de barrages sur les fleuves a été multiplié par sept dans le monde depuis 1950 et que l'on en compte aujourd'hui 20 000, l'Afrique ne possède au total que 2 % de ces équipements, mais en 2014, souhaitait se doter du plus grand barrage hydroélectrique du Monde.
Cependant si beaucoup de nappes phréatiques sont aujourd'hui peu exploitées ou pourraient l'être davantage (sur les quelque 8 millions de kilomètres cubes d'eaux souterraines, environ 12 000 km3 s'écoulent chaque année vers les océans), ce qui a incité la FAO à recommander de plus systématiquement développer les pompages, de nombreuses zones sont concernées par de graves pollution d'origine anthropique des nappes superficielles (ce qui limite les perspectives d'utilisation ou rend nécessaire de coûteux systèmes d'épuration de l'eau). Le pompage des nappes peut aussi tarir les sources utilisées par la faune sauvage, le bétail et les populations locales, voire localement contribuer à des phénomènes de désertification ou de salinisation. En outre, dans les pays les plus pauvres, les moyens techniques et financiers font défaut pour exploitation les nappes et identifier celles qui pourraient l'être sans risque.
En utilisant la technique du dessalement de l'eau de mer, les ressources paraissent illimitées, cependant cette technique est gourmande en énergie et il faut se débarrasser de la saumure résiduelle. C'est pourquoi ce sont surtout les pays riches en ressources énergétiques qui l'ont développée. l'Arabie saoudite est ainsi le premier producteur mondial d'eau dessalée, avec environ un tiers de la production mondiale, cependant :
- En 2004 le dessalement de l'eau de mer revient à environ 1 €/m3 mais ce prix semble s'orienter à la hausse ;
- l'utilisation d'énergies fossiles (entre autres pétrole ou gaz) dans le processus accroît l'effet de serre.

La reforestation des zones semi-arides est aussi un moyen de restaurer des écosystèmes capables de mieux capter, stocker et infiltrer l'eau. Des techniques de renaturation et génie écologique sont testées depuis quelques décennies pour faciliter la résilience écologique des milieux et leur capacité à conserver l'eau, dont une partie peut alors être utilisée par les populations locales, mais de nombreux projets n'ont pas abouti, le bétail ayant mangé les plantations, ou le sable du désert les ayant envahies.

### Développer le commerce de l'eau?
La logique libérale a conduit à promouvoir la marchandisation de l'eau. Les États de l'ouest et du sud des États-Unis, confrontés à un climat aride et à l'épuisement de leurs réserves d'eau, lorgnent ainsi sur « l'or bleu » du Canada, qui possède 9 % des réserves d'eau douce de la planète. Déjà, dans les années 1980, la Colombie-Britannique, province canadienne, avait accordé des licences pour l'exportation d'eau vers les États-Unis.
De fortes oppositions sont apparues au Canada, surtout dès lors qu'est entré en vigueur, en 1989, l'Accord de libre-échange nord-américain (ALÉNA). En 1991, le gouvernement de la Colombie-Britannique décréta d'ailleurs un moratoire sur les exportations d'eau. Et Ottawa a décidé un moratoire similaire au niveau fédéral, en 1999. Certes, un état membre de l'ALÉNA n'a pas le droit, en principe, de restreindre la vente hors de ses frontières d'un produit dont le commerce serait autorisé sur son propre marché. Mais les organisations hostiles au commerce de l'eau font valoir que l'ALÉNA concerne les produits de l'activité économique, alors que l'eau est une ressource épuisable. Par ailleurs les règles de l'Organisation mondiale du commerce (OMC) autorisent les États à refuser d'exporter leur eau. Le débat sur la commercialisation de l'eau par le Canada a été ravivé en 2009 par un projet de dérivation partielle de cours d'eau nordiques via la rivière des Outaouais pour satisfaire la demande aux États-Unis.
Le Fonds monétaire international et la Banque mondiale estiment que la fourniture d'eau aux populations, dans le monde, devrait être réalisée par des entreprises privées en situation de concurrence. Car, si en France, la distribution d'eau est essentiellement déléguée à des opérateurs privés, elle est, dans le monde, assurée à 95 % par des opérateurs publics (États ou municipalités), or, ces opérateurs publics, selon le Fonds monétaire international et la Banque mondiale, ne vont pouvoir réaliser seuls les énormes investissements indispensables dans les décennies qui viennent. Inversement, le politologue et économiste Italien Ricardo Petrella montre que les entreprises privées privilégient les investissements rentables, au risque de renforcer les inégalités.
Il y a en tous cas consensus que, quels que soient les fournisseurs, l'eau potable sera plus chère et rare à l'avenir.

## Droit international de l'eau
Alors que la Convention de Barcelone de 1921 définit les règles de navigation sur les cours d'eau internationaux, seuls des textes d'application locale traitaient au cas par cas des règles d'utilisation des ressources en eaux entre deux ou plusieurs pays, en particulier dans le cas des aménagements hydroélectriques.
Les États situés en amont sont tentés de recourir à la « doctrine Harmon », qui reconnaît à l'État l'entière souveraineté sur les ressources hydriques situées sur son territoire. Cette doctrine est due à un juge américain qui, en 1896, reconnut aux États-Unis le droit de réduire le débit d'un fleuve coulant vers le Mexique.
L'Assemblée générale des Nations unies a chargé en 1970 la Commission du droit international de préparer une codification des règles d'utilisation des voies d'eau internationales à des fins autres que la navigation. Ces travaux ont abouti à la rédaction d'une convention internationale adoptée par l'Assemblée générale des Nations unies le 24 mai 1997. Cette convention définit la notion de bassin de drainage international en incluant les eaux de surface et les eaux souterraines. Elle réserve à chaque État d'un bassin hydrographique une part « raisonnable et équitable » dans l'utilisation des eaux du bassin de drainage international. Le calcul de cette part dépend des conditions naturelles et des besoins économiques de chaque État, ainsi que du coût des mesures d'aménagement. Un État ne peut causer des dommages à ses voisins par son utilisation d'un cours d'eau.
Cette convention n'entrera toutefois en vigueur que lorsque 35 pays l'auront ratifiée. Dans le même temps, avec par exemple la « gestion intégrée des ressources en eau » des approches plus internationales de la gestion des eaux douces pourraient émerger.
La déclaration de Dublin adoptée lors de la Conférence internationale sur l'eau et l'environnement de 1992 met l'accent dans son principe no 4 sur la valeur économique de l'eau plutôt et sur le droit fondamental de l’homme à une eau salubre et une hygiène adéquate pour un prix abordable, principe contesté par les ONG et les militants des droits de l'homme qui souhaitent que le droit universel de l'accès à l'eau potable et à l'assainissement soit reconnu (ce qui sera officiellement fait par l'ONU en juillet 2010), et que cet « or bleu » soit reconnu comme un droit fondamental et un bien gratuit, les négociations internationales achoppant sur ce point.

## Prospective

### Les zones critiques
165 nations connaissent au moins localement et périodiquement des problèmes. Les pays risquant le plus de manquer d'eau sont en Afrique et Asie. En croisant plusieurs facteurs critiques tels que changement climatique, démographie, besoin et demande par habitant, ressources et accès à la ressource, dépendance à des lacs ou rivières transfrontières, etc., il apparaît qu'en 2010, la Somalie (où seuls 30 % des gens ont accès à l’eau potable), la Mauritanie et le Soudan ont les ressources hydriques les plus précaires du monde, devant le Niger, l'Irak, l'Ouzbékistan, le Pakistan, l'Égypte, le Turkménistan et la Syrie, très loin derrière l'Islande, la Norvège et la Nouvelle-Zélande qui sont les moins à risques.
Le dérèglement climatique affectera le régime des moussons et la fonte des glaciers. De nouveaux conflits aval-amont pourraient naître de la construction de barrages hydroélectriques ou de l'irrigation (qui utilise déjà 70 % de l’eau disponible dans le monde, devant l'industrie qui en consomme 22 %).
Des pays riches (États-Unis, Australie, Espagne, Grèce connaissent aussi de sérieux problèmes). Une partie de la Bulgarie, de la Belgique et de l’Espagne manque périodiquement d'eau ou sont en limite de ressource. Selon un think tank anglais (Policy exchange), les compagnies anglaises chargées de l'eau contribuent à l'assèchement et à la pollution des rivières les plus sensibles, mauvaise gestion qui à terme pourra conduire à augmenter le prix de l'eau.

### Des tensions de plus en plus fortes

Le cours du Nil en Afrique de l'Est

Aaron Wolf, expert international et fondateur de la base de données des conflits sur l’eau douce, a pu recenser, à travers l’Histoire, plus de 3 600 traités de coopération signés et une seule véritable guerre liée à l’eau qui remonte à plus de 4 500 ans, entre deux cités de Mésopotamie : Lagash et Umma, dans l’actuelle partie sud de l’Irak. Mais les historiens spécialistes de la Mésopotamie sont plus réservés sur la qualification de ce conflit en « guerre de l'eau » car il semble plutôt révéler des enjeux territoriaux.
En 1995, le vice-président de la Banque mondiale Ismaïl Serageldin déclare : « Les guerres du XXIe siècle auront l'eau pour enjeu ». Il est vrai que les deux tiers des principaux fleuves du monde traversent plusieurs états et on compte 263 bassins fluviaux transfrontaliers.
Les tensions internationales relatives à la gestion de l'eau concernent la plupart des continents, notamment les régions confrontées au pic de l'eau (en).
Dès les années 1980, la CIA identifiait une dizaine de zones de « conflit hydrique potentiel », du bassin du Jourdain à celui du Syr-Daria en passant par ceux du Nil, du Tigre et de l'Euphrate.
Israël avait réalisé en 1964 un grand aqueduc puisant dans les eaux du lac de Tibériade. Mais les trois rivières alimentant ce lac prenaient leur source en Syrie et au Liban. En 1967, Israël détruisit le barrage qu'avait construit la Syrie sur l'une de ces rivières. Et la guerre des Six Jours permit entre autres à Israël de prendre le contrôle des nappes phréatiques de Cisjordanie et du château d'eau naturel que constitue le Golan. Dès l'ouverture des négociations israélo-palestiniennes dans le cadre du processus d'Oslo, la question de l'eau est apparue comme l'un des dossiers les plus délicats.
Plus au nord, ce sont les bassins du Tigre et de l'Euphrate qui sont disputés. Située en amont, la Turquie contrôle en effet 90 % des eaux de l'Euphrate et 50 % de celle du Tigre. Son Grand projet anatolien, lancé en 1970, vise à réaliser un total de 22 barrages pour promouvoir l'irrigation et la production d'hydroélectricité. L'élément clé du système, le barrage Atatürk sur l'Euphrate, est en service depuis 1992. Au terme de l'achèvement du projet, il ne restera à la disposition de la Syrie et de l'Irak, en aval, que les deux tiers et le quart du débit actuel de L'Euphrate.
On peut aussi citer d'autres zones de tension sur le globe, mettant le plus souvent en cause des puissances hydro-hégémoniques à l'origine de risques hydropolitiques (partage des bassins versants, opposition entre puissances hydro-hégémoniques et États « châteaux d'eau » plus faibles) :
- entre l'Éthiopie, le Soudan et l'Égypte pour le contrôle des ressources du Nil : le Nil est une ressource vitale pour l'Égypte et dans une moindre mesure pour le Soudan, alors que l'Éthiopie, où la plus grande partie du bassin prend sa source, envisage de construire plusieurs dizaines de barrages, dont le barrage de la Renaissance. Une « Initiative du bassin du Nil » tente de promouvoir le dialogue entre les dix pays riverains du fleuve ;
- entre l'Ouganda, le Kenya et la Tanzanie autour du fleuve Congo et du Lac Victoria ;
- entre la Chine et la Russie à propos du fleuve Amour ;
- entre le Chili et la Bolivie à propos du rio Silala ;
- entre le Pérou et la Bolivie à propos du détournement du Río Mauri ;
- entre les États-Unis et le Mexique : les États-Unis exploiteraient le fleuve Colorado de manière abusive, tandis que le Mexique polluerait le Río Grande dont ont besoin les agriculteurs texans.

Cependant, certains chercheurs remettent en cause la notion de « guerres de l'eau » à venir : ainsi pour Wendy Barnaby, auteur du livre Do nations go to war over water?, l’idée de futurs conflits concernant les ressources d’eau serait un « mythe. » Les conflits qui opposeraient l'Égypte, Israël et la Jordanie ne seraient pas en rapport avec l’eau. Wendy Barnaby estime que « bien que la gestion de l'eau doive s'adapter au changement climatique, les mécanismes de base d'accords commerciaux, internationaux et le développement économique, qui font diminuer les pénuries d’eau, persisteront. »

### Des enjeux environnementaux et sanitaires majeurs

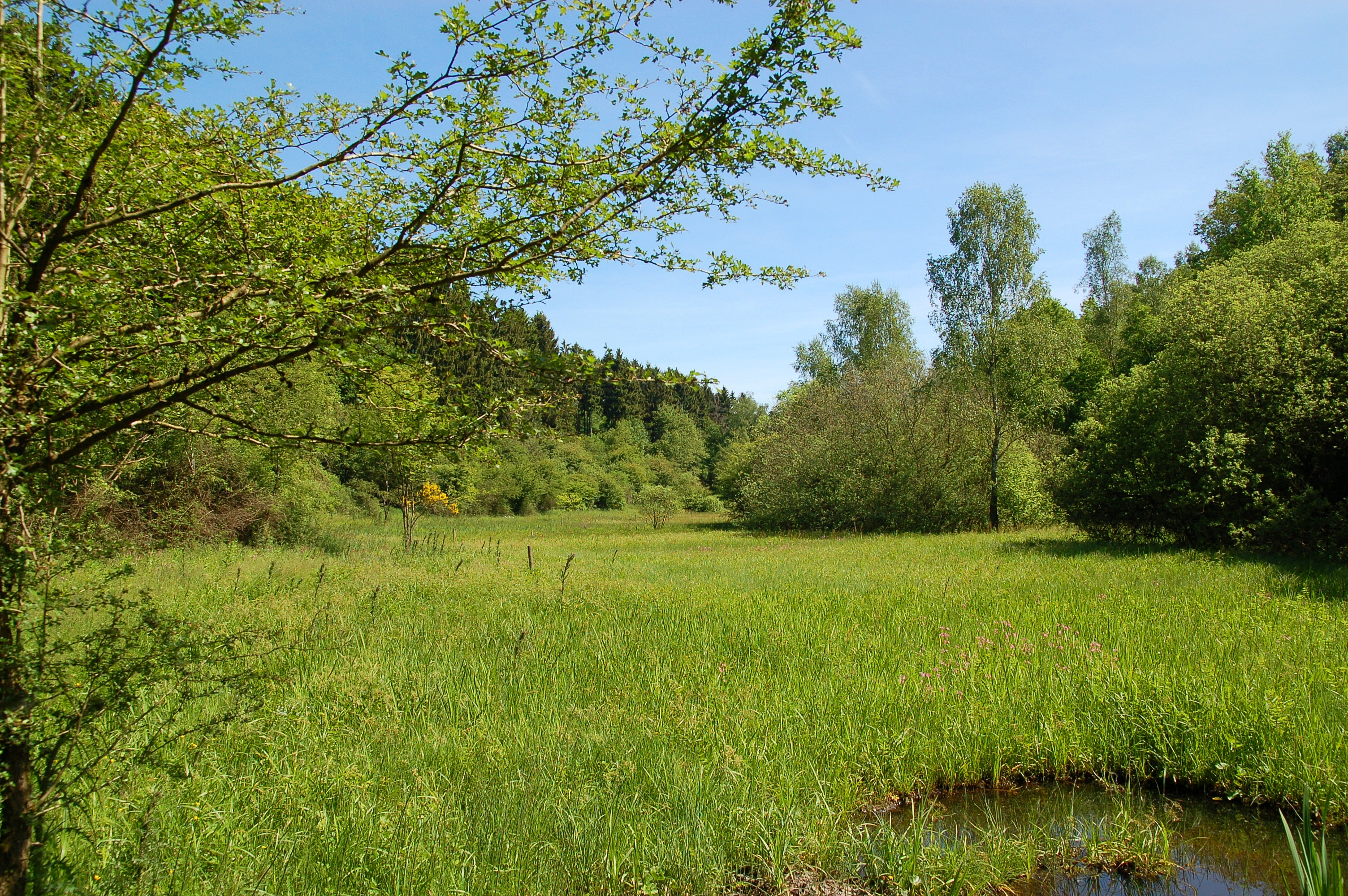
Les réserves naturelles permettent de préserver des milieux particuliers (ici ; une zone humide alluviale, dans la réserve de Marie Mouchon

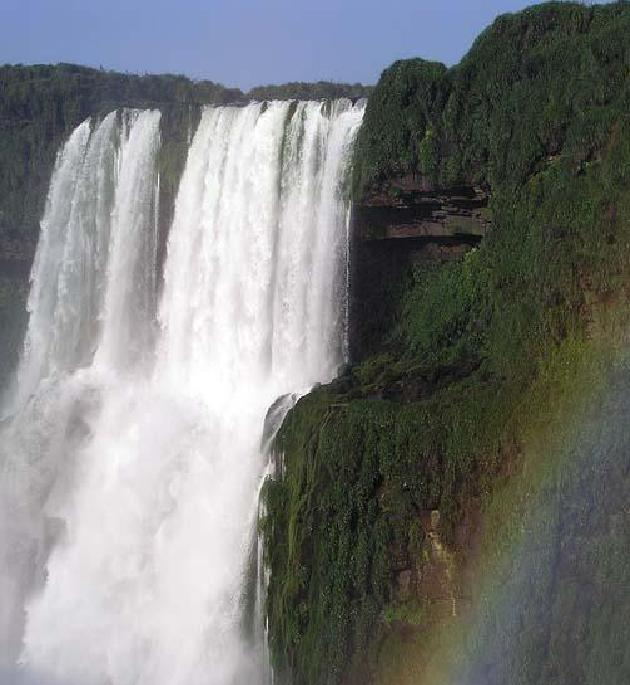
L'eau est aussi une source d'aménité et de paysage appréciée de tous les humains. Ici : chutes d'Iguaçu, entre Argentine et Brésil

En (Belgique), d'un grand intérêt également pour la protection de la ressource en eau, et en tant qu'élément d'un corridor écologique alluvial.

#### Réchauffement climatique
Les changements climatiques dus à l'effet de serre, même hors dessalement à grande échelle, sont difficiles à prédire. Globalement, les précipitations pourraient ne pas beaucoup changer (l'énergie reçue du Soleil restant la même), mais leur localisation, leur fréquence et leur distribution dans l'espace seront modifiées. Il est généralement admis que la situation des pays souffrant d'un déficit en eau verront leurs ressources diminuer. D'autres spécialistes prévoient au contraire une reprise de moussons dans le Sahara si la température de la planète augmente,.

#### Le problème des pollutions
Les pressions importantes qui s'exercent sur les réserves d'eau douce dans diverses régions du monde contribuent à une détérioration préoccupante de leur qualité.
Environ 16 000 km de rivières de l'Ouest américain ont été contaminés par des produits toxiques et les acides de l'industrie minière. Plus de 50 millions d'Américains boivent une eau du robinet contaminée par le plomb, des bactéries fécales, et d'autres polluants.
En Europe, avant que des efforts soient accomplis en vue de sa dépollution, le Rhin charriait quelque 4 000 tonnes de métaux lourds et environ 7 000 tonnes d'hydrocarbures chaque année.
En Russie, les trois quarts des lacs et des rivières ont une eau impropre à la consommation, car les systèmes de traitement des eaux usées sont défectueux.
Mais les pollutions qui rendent l'eau impropre à la consommation sont pires encore dans les pays en développement. Environ 90 % des eaux usées urbaines y sont rejetées dans les rivières, les lacs et les mers sans le moindre traitement.

#### Santé publique
L'eau est indispensable à la vie, notre organisme en est composé à 60 %, les écosystèmes aquatiques abritent des formes de vie multiples, et la vie elle-même de la planète est intimement liée au cycle de l'eau.
Le problème de l'accès à l'eau est au cœur de la plupart des problèmes de santé publique que connaissent les pays en développement. Louis Pasteur avait coutume de dire que « nous buvons 90 % de nos maladies ». Aujourd'hui, selon l'Organisation mondiale de la santé, entre 3 et 5 millions de personnes meurent chaque année dans le monde, de maladies dues à l'eau.
Dans les « objectifs du millénaire », fixés par l'ONU pour 2015, il était prévu non seulement de diminuer de moitié le nombre de personnes souffrant de sous-alimentation sur la planète, mais également de diviser par deux le nombre de personnes n'ayant pas accès à l'eau potable. Et lors du 2e sommet de la Terre, à Johannesburg, on a ajouté à cet objectif celui de réduire de moitié le nombre de personnes qui ne disposent pas de systèmes d'assainissement des eaux usées.
Mais pour créer, étendre ou réhabiliter les réseaux d'adduction et les infrastructures nécessaires dans les pays en développement, il faudrait, estiment les experts, quelque 300 milliards de dollars. En outre, le développement de l'irrigation et de l'usage des engrais, motivé par la nécessité d'accroître les productions vivrières, contribue à mettre en danger les ressources en eau.

### Filmographie
Documentaire :
- Water makes money (France, Europe) 2010.

Vidéo :
- Mini-interview : Consommation et partage, l'économie de l'eau

### Cours, formation en ligne
- cours numérique UVED « Gestion des ressources en eau : des concepts aux territoires de l'action ».

### Autres sources
- Globeco, la synthèse de l'économie mondialisée-mars 99
- World Resources Institute, 1996-97